# Prix Niwano de la paix
Le prix Niwano de la paix (庭野平和賞, Niwano heiwa shō) est un prix annuel décerné depuis 1983 par la fondation japonaise Niwano à une personnalité ou à un groupe travaillant à la compréhension mutuelle et à la coopération entre les différentes cultures et religions à un niveau continental, en reconnaissance d'un travail social et d'un engagement en faveur de la paix, des droits de l'homme et du développement, basé sur une conviction religieuse. Il est d'un montant de 20 millions de yens.
La Fondation Niwano pour la paix (Niwano Heiwa Zaidan) a été créée en 1978 à Tokyo par Nikkyo Niwano (1906-1999), pour célébrer le 40e anniversaire de l'association bouddhiste Rissho Kosei-kai qu'il avait fondée. Il avait été un des rares observateurs non-chrétiens au Concile Vatican II. Son fils Nichiko Niwano, qui lui a succédé à la tête du mouvement, préside aussi la Fondation. Le but de la Fondation Niwano est de contribuer à la réalisation de la paix mondiale et au développement de la culture en soutenant la recherche et les engagements, basés sur une conviction religieuse et au service de la paix et de la  non-violence, dans des domaines comme la pensée, la culture, la science et l'éducation. 

## Lauréats

### 2010 - 2019
- 2019 : Dr John Paul Lederach (en), USA[2]
- 2018 : Fondation Adyan, Liban[3]
- 2017 : pasteur Munib Younan, Palestine
- 2016 : Centre pour la consolidation de la paix et la réconciliation, Sri Lanka
- 2015 : Esther Ibanga Nigéria
- 2014 : Dena Merriam, USA
- 2013 : Gunnar Stålsett, Norvège[4]
- 2012 : Rosalina Tuyuc, Guatemala
- 2011 : Sulak Sivaraksa
- 2010 : Ela Bhatt, Inde

### 2000 - 2009
- 2009 : révérend Canon Gidéon Byamugisha, Ouganda
- 2008 : Hassan ben Talal, Jordanie
- 2007 : maître Cheng Yen,  fondateur de Tzu-Chi, Taïwan
- 2006 : Rabbins pour les Droits de l'homme, Israël
- 2005 : Prof. em. Dr. Hans Küng, Suisse
- 2004 : Acholi Religious Leaders Peace Initiative (ARLPI), Ouganda
- 2003 : Dr Priscilla Elworthy
- 2002 : Samuel Ruiz García, évêque de San Cristobal de las Casas, Chiapas, Mexique
- 2001 : Elias Chacour, Israël
- 2000 : Dr Kang Won Yong, Corée

### 1990 - 1999
- 1999 : Communauté Sant'Egidio, Italie
- 1998 : Maha Ghosananda, Cambodge
- 1997 : Communauté de Corrymeela, Irlande du Nord
- 1996 : Marii Hasegawa, États-Unis
- 1995 : M. Aram, Inde
- 1994 : Cardinal  Paulo Evaristo Arns, archevêque de Sao Paulo, Brésil
- 1993 : Neve Shalom - Wahat as Salam, Israël
- 1992 : A. T. Ariyaratne, Sri Lanka
- 1991 : Dr Hildegard Goss-Mayr, Autriche
- 1990 : Norman Cousins, États-Unis

### 1983 - 1989
- 1989 : Etai Yamada, Japon
- 1988 : non attribué
- 1987 : Congrès islamique mondial, Pakistan
- 1986 : Philip A. Potter, République dominicaine / Conseil œcuménique des Églises
- 1985 : Zhao Pu Chu, Chine
- 1984 : Homer A. Jack, États-Unis
- 1983 : Dom Hélder Câmara, Brésil